# Xixiposaurus
Xixiposaurus là một chi khủng long, được Sekiya mô tả khoa học năm 2010.